# Rotkopfgimpel
Der Rotkopfgimpel (Pyrrhula erythrocephala) ist eine Art aus der Unterfamilie der Stieglitzartigen. Er kommt ausschließlich in Asien vor. Die IUCN schätzt den Bestand dieser Art als nicht gefährdet (least concern) ein.

## Erscheinungsbild
Der Rotkopfgimpel erreicht eine Körperlänge von 17 Zentimetern. Es besteht ein Geschlechtsdimorphismus. Den Weibchen fehlen die roten Gefiederpartien.
Das Männchen des Rotkopfgimpels hat einen roten Oberkopf. Nacken und Brust sind gleichfalls rot. Dagegen ist die Gesichtsmaske, der Schnabel, sowie die Flügel und der Schwanz schwarz. Der Rücken ist braungrau. Der Bürzel ist wie für viele Eigentliche Gimpel charakteristisch weiß. Auch die Unterschwanzdecken sind weiß. Die Augen sind braun.
Ähnlich wie beim Maskengimpel ist der Gesang des Rotkopfgimpels ein oft anhaltendes, leicht variierendes leises Flöten. Beide Geschlechter singen.

## Lebensweise
Der Rotkopfgimpel kommt von Kaschmir bis in den Südosten Tibets vor. Er ist ein ausgesprochener Höhenbewohner und während der Fortpflanzungszeit in Höhen zwischen 2.500 und 4.000 Metern über NN. anzutreffen. Während des Winterhalbjahrs zieht er in tiefere Lagen und hält sich dann unterhalb von 1.000 Metern auf. Sein Lebensraum sind Mischwälder sowie Rhododendronbestände.

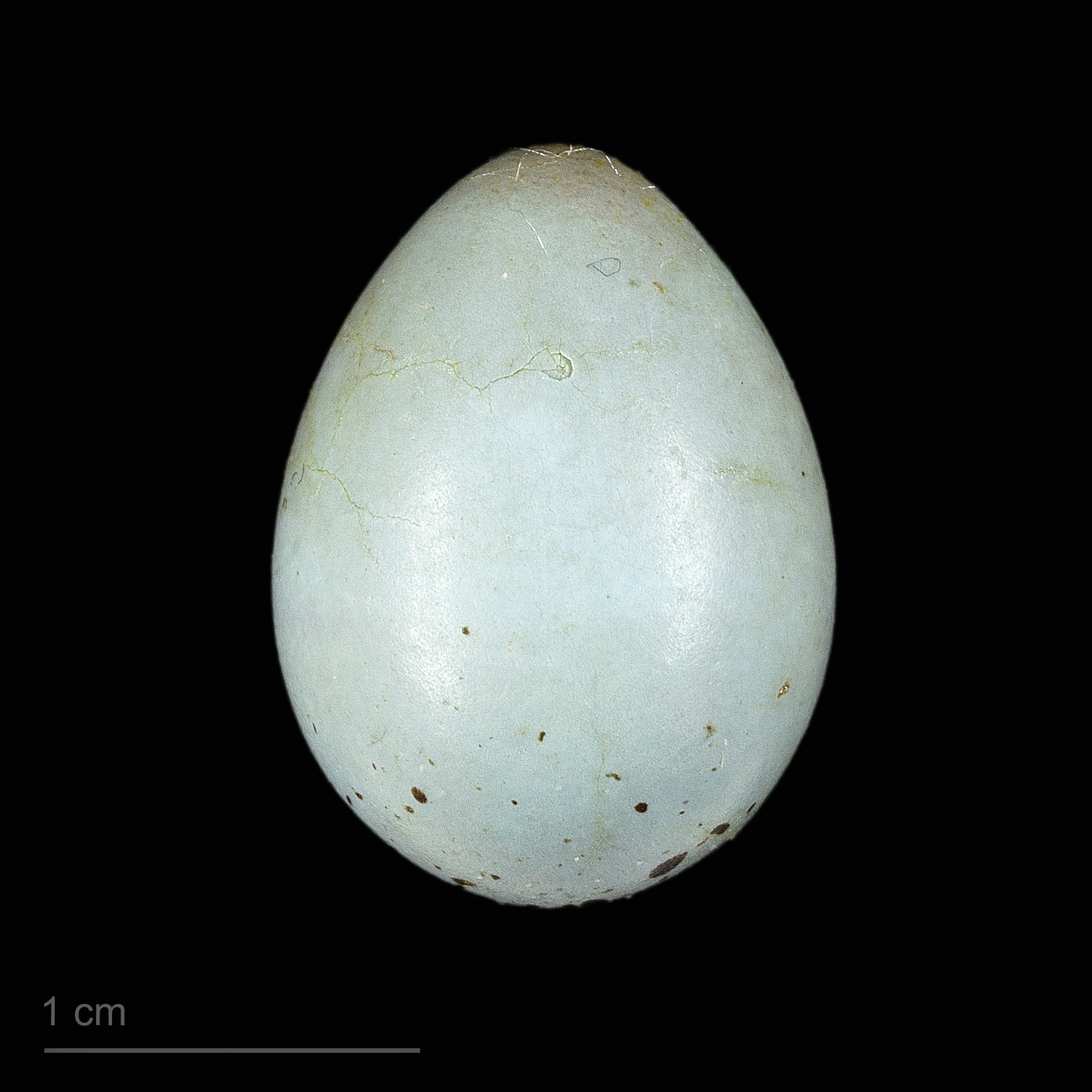
Pyrrhula erythrocephala, Sammlung Museum von Toulouse

Das Nest ist napfförmig und wird in Bäumen errichtet. Das Gelege besteht aus drei bis vier Eiern. Es brütet allein das Weibchen. Die Brutzeit beträgt 14 Tage. Die Jungvögel sind mit 17 bis 18 Tagen flügge. Sie sind nach weiteren zwei bis drei Wochen selbständig.

## Haltung in menschlicher Obhut
Rotkopfgimpel wurden erstmals 1992 nach Europa importiert. Sie werden gelegentlich von Ziervogelhaltern gepflegt. Die Zucht ist seit der Ersteinführung mehrfach gelungen. Die Art sollte ausschließlich in naturgemäß eingerichteten Volieren mit einem Außenteil gehalten werden.

## Belege